# Ferdinand Lhérie
Ferdinand Lhérie, né à Paris, le 16 février 1803 et mort dans la même ville le 19 février 1848, est un peintre et un graveur français également actif en Belgique.
Le Rijksmuseum Amsterdam conserve quatre gravures de l'artiste.

## Biographie

### Famille
Ferdinand Lhérie, né sous l'identité de Bénéhet Levy à Paris le 16 février 1803, est le fils d'Isaac Lévy (1766-1838), né à Wittelsheim en Alsace, joaillier-bijoutier et marchand d'objets de curiosités à la rue Vivienne et de Rose Bénédicte Bloc. Il est le frère de Victor Lhérie (1808-1845), acteur, auteur dramatique et librettiste français.

### Formation
Établi en Belgique, à Anvers, peu après 1830, Ferdinand Lhérie se forme auprès de Gustave Wappers, dont il met au jour de nombreuses planches gravées d'après les œuvres de son professeur. 

### Carrière
Ferdinand Lhérie participe à plusieurs salons triennaux belges et obtient une médaille de vermeil au Salon de Bruxelles de 1833, puis une médaille d'argent au Salon de Bruxelles de 1836. Il participe également au Salon de Liège et au Salon de Paris de 1836, où il obtient une médaille de troisième classe.
Vers 1845, il s'établit rue du Palais no 45 à Schaerbeek. Frappé d'aliénation mentale après la mort accidentelle de sa jeune femme, il est contraint de retourner à Paris. Il y meurt, à l'âge de 45 ans, le 19 février 1848.

## Œuvre

### Caractéristiques

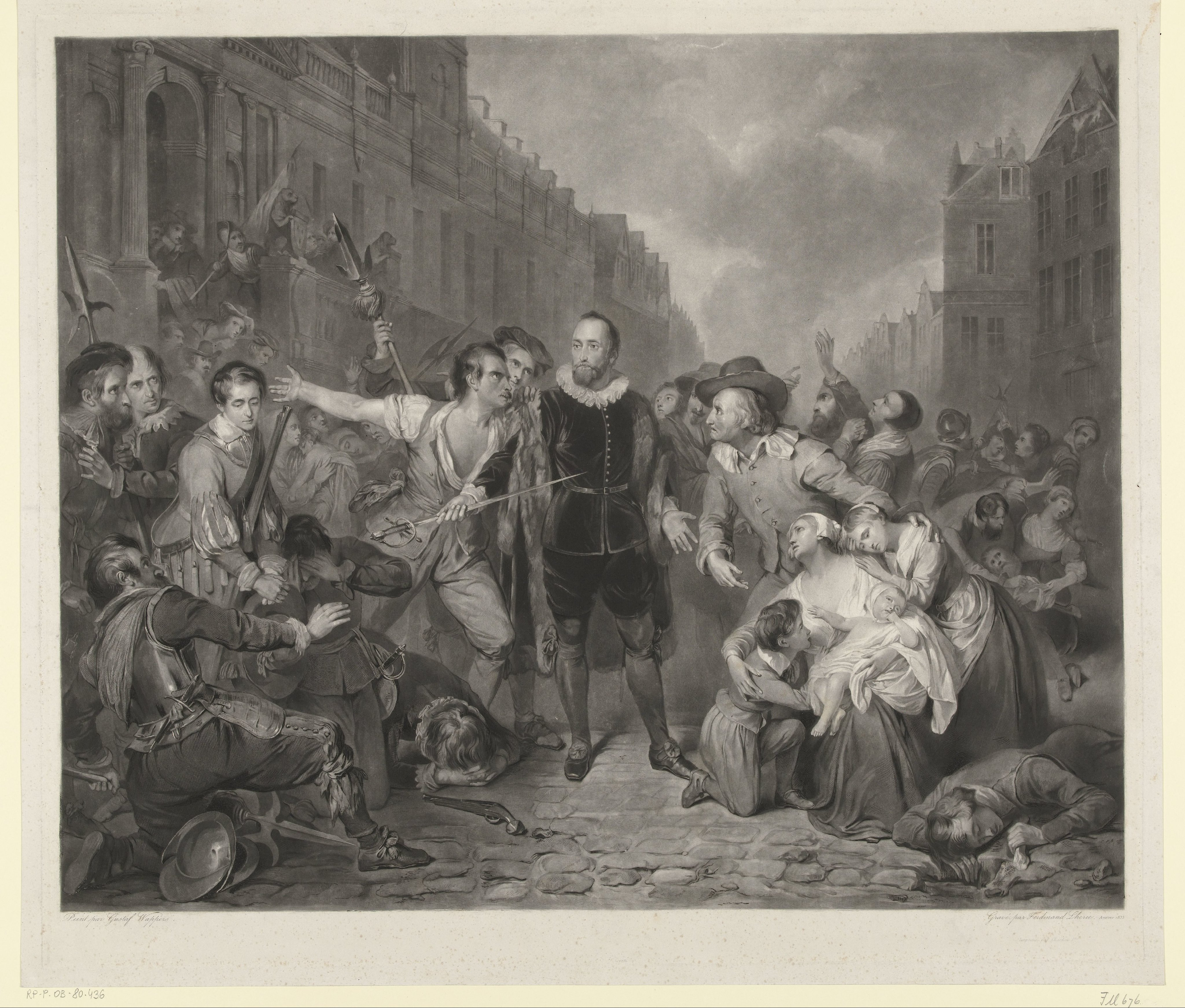
Le Dévouement du bourgmestre de Leyde, gravure de Ferdinand Lhérie d'après Gustave Wappers (1835), conservée au Rijksmuseum Amsterdam.

Ferdinand Lhérie est peintre et essentiellement graveur en matière noire ou en aquatinte. Ses gravures, publiées en Belgique, se distinguent par leur effet brillant et une grande facilité d'opération. Hormis les œuvres exposées, on connaît de lui : Héloïse et Abélard, Portrait de l'évêque Van Bommel et Agnès Sorel et Charles VII. Il a également reproduit une vignette de Tony Johannot pour L'Écuyer Dauberon, roman de Mélanie Waldor publié en 1832.
Lors du Salon de Bruxelles de 1836, le critique Louis Alvin estime que sa gravure à l'aquatinte Le Dévouement du bourgmestre de Leyde, d'après le tableau de Gustave Wappers, est le seul ouvrage remarquable dans ce genre que possède le Salon.
La même année, le quotidien L'Indépendance belge publie un article très élogieux au sujet de la gravure Le Dévouement du bourgmestre de Leyde, tableau populaire daté de 1829, et que Ferdinand Lhérie a reproduite au burin avec un remarquable talent. Le graveur, grâce à ses contacts fréquent et amicaux avec le peintre est devenu son Mélanchton. Le sentiment de vie apparaît dans la gravure, animée et parlante, grâce à un effet de lumière et de couleur dû à l'habileté de l'artiste.

### Expositions

#### Belgique
- Salon de Bruxelles de 1833 : Portrait du roi (dessin d'après Wappers) et Le Christ au tombeau (gravure en matière noire d'après Wappers) (médaille de vermeil)[6].
- Salon de Bruxelles de 1836 : Le Dévouement du bourgmestre de Leyde en 1574 (gravure à la manière noire d'après le tableau de Wappers) (médaille d'argent)[7].
- Salon de Bruxelles de 1845 : Paysage ; automne, vue prise en Normandie (peinture) et La Défense de Tournai par la princesse Marie de Lalaing-Montmorency (gravure d'après Wappers)[8].

#### France
- Salon de Paris de 1836 : Dévouement du bourgmestre van der Werff ; d'après le tableau de Gustave Wappers[3].

### Collection muséale
- Rijksmuseum Amsterdam : quatre gravures de l'artiste[9].